# Chrysotoxum triarcuatum
Chrysotoxum triarcuatum is een vliegensoort uit de familie van de zweefvliegen (Syrphidae). De wetenschappelijke naam van de soort is voor het eerst geldig gepubliceerd in 1839 door Macquart in Webb & Berthelot.